# Eugenio Reale
Eugenio Reale (1905 - 1986) est un homme politique italien, communiste puis social-démocrate.

## Biographie
Né le 8 juin 1905 à Naples, Eugenio Reale fait partie d'une famille bourgeoise en lien avec l'aristocratie de la ville. Diplômé de médecine et profondément antifasciste, il approche le parti communiste italien en 1926, même si celui-ci est dissout la même année. En 1931, lorsque Giorgio Amendola s'expatrie, il devient un des principaux dirigeants communistes de Naples, mais il est condamné à 10 ans de prison le 27 janvier 1932, pour avoir participé à la reformation du parti. Il est néanmoins gracié en 1937, et émigre en France, où il est nommé rédacteur en chef du journal La Voce degli Italiani. En 1942, alors que le régime de Vichy règne en France, il est arrêté et emprisonné au camp du Vernet, après avoir été jugé et condamné une seconde fois à Toulouse pour la reconstitution du parti communiste. Transféré à la prison de Castres, où il est détenu dans des conditions insalubres, il est extradé en avril 1943 vers l'Italie, finissant la guerre en prison.
À la fin de la guerre, il entame une carrière en politique. Il héberge Palmiro Togliatti, lors de son retour de l'Union soviétique où il était en exil. Depuis ce moment, les deux hommes entretiennent une relation amicale, et Eugenio Reale obtient dès lors des postes intéressants au parti communiste. En septembre 1944, il est nommé à la Haute Cour de Justice. Cette même année, sous le gouvernement Bonomi II, il est sous-secrétaire d'État aux Affaires étrangères. Du 25 septembre 1945 au 24 juin 1946, il est aussi membre du Conseil national, institution chargée de remplacer l'Assemblée constituante de la République italienne en attendant sa reconstitution. Entre 1945 et 1947, sous les gouvernements Parri et De Gasperi III, il est de nouveau sous-secrétaire d'État aux Affaires étrangères. Ambassadeur à Varsovie en septembre 1945, il y épouse la Polonaise Sulamita Kacyzne. De retour en Italie, il est élu député à l'Assemblée constituante pour le parti communiste à Naples, en juin 1946. En 1948, il devient sénateur, mandat qu'il poursuivra jusqu'en 1953.
Fortement attaché au communisme, cela ne l'empêche pas de quitter le parti en 1956, pour protester contre l'intervention soviétique en Hongrie. Il se rapproche alors des sociaux-démocrates, développant une aversion forte pour le Parti communiste italien et en particulier son ex-ami, Palmiro Togliatti. Il rejoint ensuite le Parti républicain italien, réputé anti-communiste. Eugenio Reale meurt finalement à Rome, le 9 mai 1986.

### Source de traduction
- (it) Cet article est partiellement ou en totalité issu de l’article de Wikipédia en italien intitulé « Eugenio Reale » (voir la liste des auteurs).